# Stith Thompson
Stith Thompson (Bloomfield, 7 de març de 1885 - 10 de gener de 1976) fou un estudiós del folklore estatunidenc. És el coautor del sistema de classificació Aarne-Thompson, que s'usa per indexar els motius dels contes tradicionals.

## Vida i obra
Stith Thompson nasqué a Bloomfield, fill de John Alcaid i Eliza Thompson (de soltera, McClaskey), però va anar a viure a Indianapolis als dotze anys. Va estudiar a la Universitat Butler i va obtenir el seu grau de BA (Bachelor of Arts) a la Universitat de Wisconsin. Durant dos anys va ensenyar a Portland, Oregon, i durant aquest temps va aprendre noruec i altres llengües dels llenyataires. El 1912 va obtenir el màster en literatura anglesa a la Universitat de Califòrnia, Berkeley. Va fer el doctorat a la Universitat Harvard de 1912 a 1914 sota la direcció de George Lyman Kittredge, amb la tesi "European Borrowings and Parallels in North American Indian Tales", la qual fou publicada el 1919.
Thompson va ser professor d'anglès a la Universitat de Texas a la ciutat d'Austin, de 1914 a 1918. A partir de 1921, va ser nomenat professor al departament d'anglès de la Universitat d'Indiana (Bloomington). Va recollir i crear un arxiu de balades, contes, proverbis, aforismes, enigmes, etc. tradicionals per estudiar-ne els paral·lels i les distribucions a nivell mudial a partir del seu sistema de catalogació. El primer volum del seu Motif-Index va ser imprès el 1955.
Des de 1942 va organitzar un seminari d'estiu quadriennal ("Institute of Folklore"), que va continuar més enllà de la seva jubilació el 1956. A Bloomington es va fundar el 1962, ja de manera permanent, un Institut of Folklore" amb Richard Dorson com a director i editor de la revista."
El 1976, Thompson va morir a casa d'un atac de cor a Columbus, Indiana.

### Obres destacades
Encara que va escriure nombrosos llibres i articles sobre el tema del folklore, és conegut per la classificació dels motius en els contes populars. Els sis volums del Motif-Index of Folk-Literature (1955–1958) es consideren una obra clau en aquest camp.
- The Folktale.  Holt, Rinehart and Winston, Inc., 1946.
- Motif-Index of Folk-Literature: A Classification of Narrative Elements in Folktales, Ballads, Myths, Fables, Mediaeval Romances, Exempla, Fabliaux, Jest-Books, and Local Legends (pdf, domini públic) (en anglès).  Bloomington: Indiana University Press. ISBN 978-0253338877.